# Lichid ionic

Structura chimică a unui lichid ionic comun.

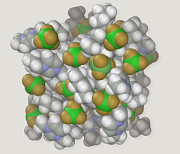
Structura propusă a unui lichid ionic pe bază de imidazol.

Un lichid ionic (LI) este o sare în stare lichidă.  În anumite contexte, termenul a fost limitat la săruri ale căror punct de topire este sub o anumită temperatură arbitrară, cum ar fi 100°C (212°F). În timp ce lichidele obișnuite, cum ar fi apa și benzina, sunt fabricate predominant din molecule neutre din punct de vedere electric, lichidele ionice sunt în mare parte făcute din ioni și perechi de ioni de scurtă durată. Aceste substanțe sunt denumite în mod diferit electroliți lichizi, topiri ionice, fluide ionice, săruri topite, săruri lichide sau sticle ionice.
Un exemplu de astfel de compus este azotatul de etilamoniu (sare a etilaminei). Sărurile anorganice topite sunt de asemenea lichide ionice.

## Istoric
Data de descoperire a "primului" lichid ionic este contestată, împreună cu identitatea descoperitorului său. Nitratul de Etanolamină (p.t. 52-55°C) a fost raportat în 1888 de S. Gabriel și J. Weiner. Una dintre cele mai timpurii lichide ionice la temperatura camerei a fost Etilamoniu nitrat, raportat în 1914 de Paul Walden. În anii '70 și '80, lichidele ionice bazate pe cationi imidazolici și piridiniu substituiți cu alchil, cu anioni halogenați sau tetrahalogenoaluminați, s-au dezvoltat ca potențiali electroliți în baterii.